# Karl Göttelmann

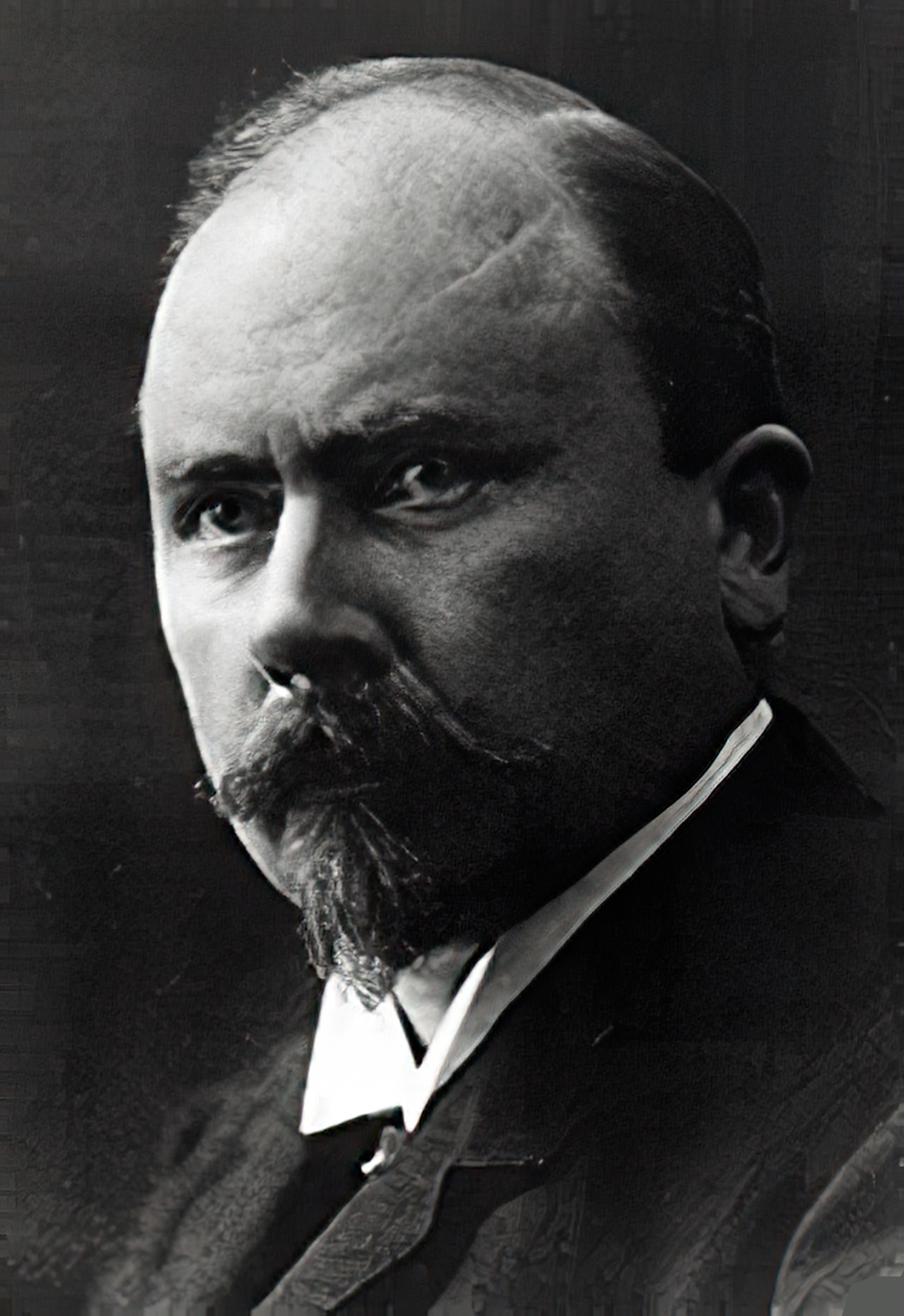
Karl Emil Göttelmann

Karl Emil Göttelmann (* 3. November 1858 in Wörrstadt; † 3. April 1928 in Mainz) war großherzoglich-hessischer Kreisrat und Oberbürgermeister von Mainz.

## Familie
Seine Eltern waren der Amtsgerichtsschreiber Johannes Göttelmann und dessen Frau Amalia, geborene Gillig. Göttelmann war zweimal verheiratet: von 1888 bis zu ihrem Tod mit Adelheid Mathilde Calman (Calmann) (1864–1919),  und seit 1920 mit Dorothea Luise Elsa Moosmann, verwitwete Grane (1875–1950).

## Karriere

### Anfänge
Karl Göttelmann besuchte die Volksschule in Wörrstadt, dann die Realschule in Alzey und die Gymnasien in Mainz und Worms. Das Abitur bestand er 1878 und studierte anschließend Rechtswissenschaft und Volkswirtschaft, 1878 bis 1880 an der Universität Leipzig und 1880/81 an der Universität Gießen. In Gießen legte er 1881 das erste Staatsexamen ab und wurde hier auch im gleichen Jahr promoviert.
Er schlug die staatliche Verwaltungslaufbahn im Großherzogtum Hessen ein und war zunächst Akzessist beim Amtsgericht Mainz, dem Kreis Mainz und bei einem Rechtsanwalt, unterbrochen 1882/83 durch den Militärdienst und beendet durch das zweite Staatsexamen 1886. Anschließend erhielt er eine Stelle als Assessor beim Kreisamt Mainz. Bis 1898 war er in verschiedenen Funktionen in den Kreisen Alzey, Friedberg und Büdingen als Amtmann tätig, wurde 1894 zusätzlich Kommissar für die Flurbereinigung in der Provinz Oberhessen und 1897 zum Regierungsrat befördert. 1898 wurde er zur Verwaltung der Provinz Rheinhessen versetzt und dort stellvertretender Behördenleiter. Ein Jahr später, 1899, wurde er zum Kreisrat des Kreises Heppenheim ernannt. Am 25. Februar 1904 wechselte er als Beigeordneter mit dem Titel „Bürgermeister“ nach Mainz, verließ den Staatsdienst und wurde Beamter der Stadt Mainz.

### Oberbürgermeister
Als Oberbürgermeister Heinrich Gassner im September 1905 gestorben war, wählte die Stadtverordnetenversammlung Karl Göttelmann am 7. Oktober 1905 einstimmig und auf zwölf Jahre zu dessen Nachfolger. Aufgrund seiner großen Verdienste wurde er 1917, nach Ablauf der ersten Amtszeit von zwölf Jahren, wiedergewählt.
Unter Karl Göttelmann erfolgte 1907 die Eingemeindung von Mombach, womit Mainz zur Großstadt mit über 100.000 Einwohnern anwuchs. Später folgten noch die rechtsrheinischen Stadtteile Kastel (1908), Amöneburg (1908) und Kostheim (1913). Dies korrespondierte mit dem Verzicht auf das Brückengeld für die Nutzung der Rheinbrücke, was den Verkehrsfluss vereinfachte.
In seiner Amtszeit wurde kräftig in die Infrastruktur investiert und der öffentliche Personennahverkehr mit der elektrischen Straßenbahn ausgebaut. Der Eisenbahnring um Mainz wurde mit Einweihung der Mainbrücke bei Hochheim 1913 geschlossen. Der weitere Ausbau von Mainz zur modernen Großstadt einschließlich der Versorgung der Haushalte mit Gas, Strom und Wasser wurde von ihm vorangetrieben. Mehrere Krankenhäuser wurden auf seine Initiative oder mit seiner Unterstützung gegründet, so ein städtisches Krankenhaus (1914 eingeweiht) an der Langenbeckstraße und das Hildegardis-Krankenhaus an den Römersteinen.
Auch die Sanierung der Altstadt wurde von ihm vorangetrieben. Gegen Ende des Ersten Weltkriegs (1917) beschloss die Mainzer Stadtverordnetenversammlung die Gründung einer „Gesellschaft mbH zur Errichtung von Kleinwohnungen in der Stadt Mainz“, deren Aufsichtsratsvorsitzender er wurde.
Weiter entstanden mehrere Schulen auf seine Initiative oder mit seiner Unterstützung, so die Oberrealschule (heute Frauenlob-Gymnasium) in der Schulstraße, heute Adam-Karrillon-Straße, (1906), das Realgymnasium (heute Schlossgymnasium) in der Greiffenclaustraße (1914) und die Goetheschule, die 1908 das größte Volksschulgebäude in Hessen war. Die Karmeliterschule wurde 1912 umgebaut und neue Volksschulen in den schnell wachsenden, neu eingemeindeten Vororten Mombach (Pestalozzischule 1911) und Kastel errichtet. Der Bau der Stadtbibliothek (1913) verhalf dem Jugendstil in Mainz zum Durchbruch.
Während des Ersten Weltkriegs hatte der Oberbürgermeister alle Hände voll zu tun, die Mainzer Bevölkerung einigermaßen gut mit Lebensmitteln zu versorgen. Aus dem städtischen Amt für Kriegswirtschaft erwuchs auch sein Nachfolger als Oberbürgermeister, Karl Külb.
Als nach dem Krieg 1918 Mainz französisch besetzt wurde, setzte die Besatzungsmacht Karl Göttelmann am 11. Februar 1919 ab und wies ihn aus der Besatzungszone in die rechtsrheinischen Gebiete des Volksstaats Hessen aus. Er wurde daraufhin zum 1. August 1919 in den Ruhestand versetzt.

### Weitere Engagements
- 1895 Präsident des Mainzer Carneval-Vereins
- Mitglied der Mainzer Freimaurerloge Die Freunde zur Eintracht
- 1905 Erster Vorsitzender der Gutenberg-Gesellschaft
- Zweiter Vorsitzender des Hessischen Landesvereins für Kriegerheimstätten
- Zweiter Vorsitzender des Kreisvereins Mainz des Roten Kreuzes
- Mitglied des Kreistags Mainz
- Mitglied des Provinzialtags und des Provinzialausschusses der Provinz Rheinhessen
- 1911 Mitglied des Verwaltungsgerichtshofs Darmstadt
- 1911 Ernennung zum Mitglied der Ersten Kammer der Landstände des Großherzogtums Hessen auf Lebenszeit durch Großherzog Ernst Ludwig. Er gehörte den Landständen während des 35. und 36. Landtags bis zur Novemberrevolution 1918 an.[11]

## Ehrungen
- 1902 Ritterkreuz I. Klasse des hessischen Verdienstordens Philipps des Großmüthigen
- 1906 Preußischer Kronenorden III. Klasse
- 1907 Ritterkreuz der Ehrenlegion
- 1910 Komturkreuz des österreichisch-ungarischen Franz-Joseph-Ordens
- 1911 Preußischer Roter Adlerorden III. Klasse
- 1913 Komturkreuz II. Klasse des Verdienstordens Philipps des Großmütigen
- Die Göttelmannstraße in der Mainzer Oberstadt, die am Stadt- und am Volkspark vorbei nach Weisenau führt, wurde nach ihm benannt.